# الایس (کنتاکی)
الایس، کنتاکی (به انگلیسی: Allais, Kentucky) یک منطقهٔ مسکونی در ایالات متحده آمریکا است که در کنتاکی واقع شده‌است.

## خصوصیات
الایس ۲۹۵٫۹۶ متر بالاتر از سطح دریا واقع شده‌است.